# Cazalrenoux
Cazalrenoux település Franciaországban, Aude megyében. Lakosainak száma 102 fő (2022. január 1.). Cazalrenoux La Cassaigne, Gaja-la-Selve, Generville, Orsans, Ribouisse és Saint-Julien-de-Briola községekkel határos.

## Népesség
A település népessége az elmúlt években az alábbi módon változott:
| Lakosok száma | 92   | 78   | 70   | 77   | 82   | 86   | 91   | 93   | 93   | 102  |
|               | 1968 | 1982 | 1990 | 2006 | 2013 | 2015 | 2017 | 2019 | 2020 | 2022 |